# العلاقات الجنوب سودانية الدومينيكية
العلاقات الجنوب سودانية الدومينيكية هي العلاقات الثنائية التي تجمع بين جنوب السودان ودومينيكا.

## مقارنة بين البلدين
هذه مقارنة عامة ومرجعية للدولتين:
| وجه المقارنة                                              | جنوب السودان                  | دومينيكا              |
| --------------------------------------------------------- | ----------------------------- | --------------------- |
| المساحة (كم2)                                             | 619.75 ألف                    | 751                   |
| عدد السكان (نسمة)                                         | 12.58 مليون                   | 73.92 ألف             |
| الكثافة السكانية (ن./كم²)                                 | 20.3                          | 9.84 ألف              |
| العاصمة                                                   | جوبا                          | روسو                  |
| اللغة الرسمية                                             | لغة إنجليزية                  | لغة إنجليزية          |
| العملة                                                    | جنيه جنوب سوداني، جنيه سوداني | دولار شرق الكاريبي    |
| الناتج المحلي الإجمالي (بليون دولار)                      | 2.90 مليار                    | 562.54 مليون          |
| الناتج المحلي الإجمالي (تعادل القوة الشرائية) بليون دولار | 22.88 مليار                   | 789.63 مليون          |
| الناتج المحلي الإجمالي الاسمي للفرد دولار أمريكي          | 73                            | 7.12 ألف              |
| الناتج المحلي الإجمالي للفرد دولار أمريكي                 | 2.02 ألف                      | 10.88 ألف             |
| مؤشر التنمية البشرية                                      | 0.467                         | 0.724                 |
| رمز المكالمات الدولي                                      | +211                          | +1767                 |
| رمز الإنترنت                                              | .ss                           | .dm                   |
| المنطقة الزمنية                                           | ت ع م+03:00                   | 00، توقيت أطلنطي موحد |

## منظمات دولية مشتركة
يشترك البلدان في عضوية مجموعة من المنظمات الدولية، منها:
| علم المنظمة | اسم المنظمة                        | تاريخ انضمام جنوب السودان | تاريخ انضمام دومينيكا |
| ----------- | ---------------------------------- | ------------------------- | --------------------- |
|             | مؤسسة التنمية الدولية              | 18 أبريل 2012             | 29 سبتمبر 1980        |
|             | يونسكو                             | 27 أكتوبر 2011            | 9 يناير 1979          |
|             | وكالة ضمان الاستثمار متعدد الأطراف | 18 أبريل 2012             | 7 أكتوبر 1991         |
|             | الأمم المتحدة                      | 14 يوليو 2011             | 18 ديسمبر 1978        |
|             | الاتحاد البريدي العالمي            | ?                         | ?                     |
|             | البنك الدولي للإنشاء والتعمير      | 18 أبريل 2012             | 29 سبتمبر 1980        |
|             | الاتحاد الدولي للاتصالات           | 3 أكتوبر 2011             | 28 أكتوبر 1996        |
|             | مؤسسة التمويل الدولية              | 18 أبريل 2012             | 29 سبتمبر 1980        |
|             | منظمة الشرطة الجنائية الدولية      | ?                         | ?                     |

## وصلات خارجية
- موقع وزارة الخارجية الجنوب سودانية